# ATC (La Spezia)
L'ATC Spa, sigla di Azienda Trasporti Consortile, è un ente di diritto privato in controllo pubblico, in forma di holding Società per azioni concessionaria del trasporto pubblico nella provincia della Spezia.
L'azienda conta circa 400 dipendenti e 250 veicoli a disposizione che percorrono circa 977 km di rete. Essendo una società che gestisce "in house" un servizio essenziale è partecipata dagli enti locali come la Provincia della Spezia, nonché da ventisette comuni dell'area spezzina, tra cui ovviamente compare il comune capoluogo.

## Servizi gestiti
ATC gestisce:
- il servizio urbano città della Spezia;
- il servizio extraurbano provinciale con collegamenti con regioni limitrofe (province di MS)
- il servizio di trasporto scolastico, disabili e servizio di casa / lavoro per le aziende;
- i servizi turistici nazionali e internazionali;
- il servizio Bus Navetta per il centro della città e gestione aree di sosta;
- gli ascensori cittadini.

## Storia

### Le origini del trasporto pubblico spezzino

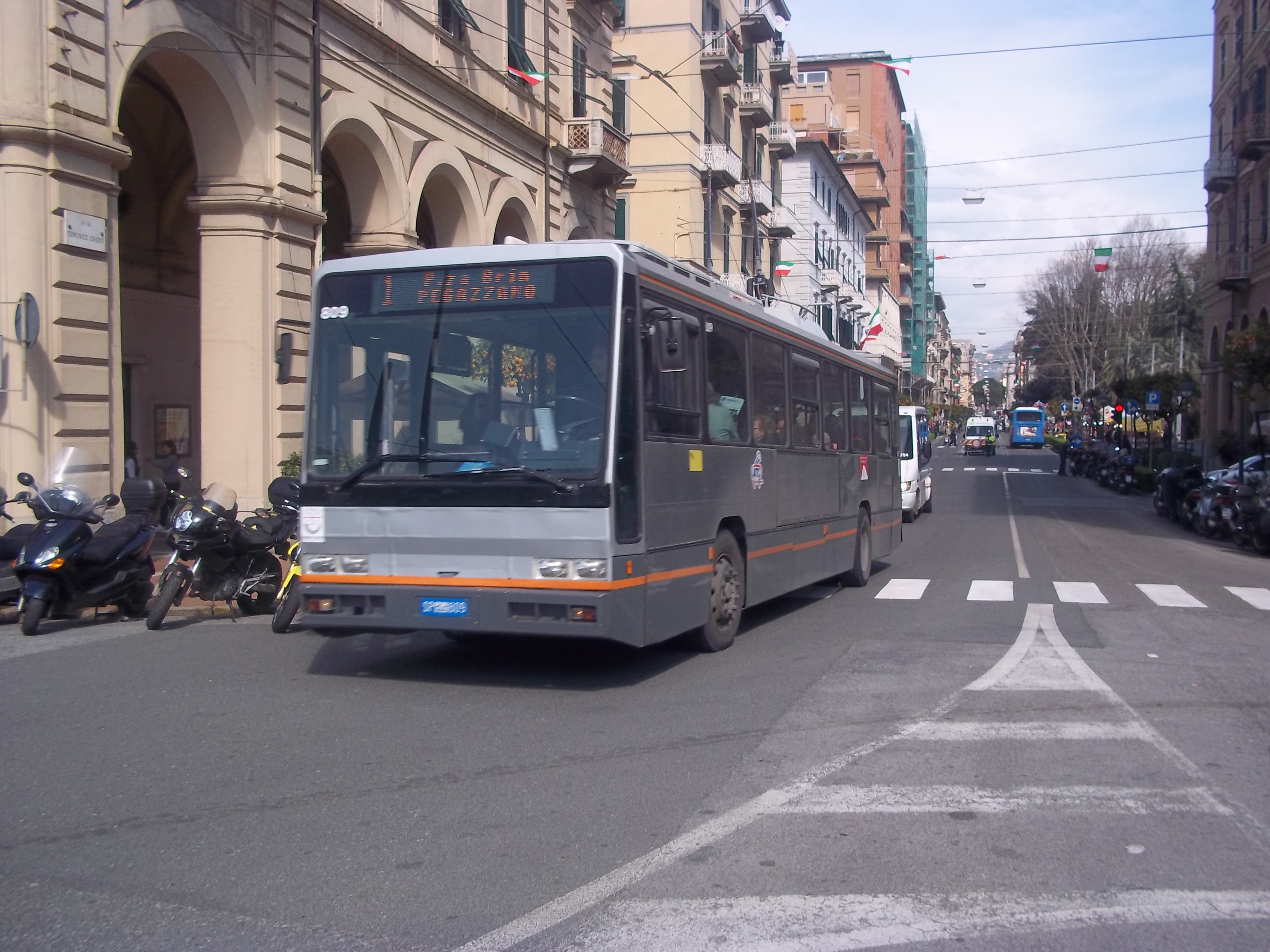
Filobus Bredabus che era usato sulla linea filoviaria 1

Prima del 1890 vi era un servizio modesto di tram a cavalli tra il Canaletto e la stazione ferroviaria, ma del tutto inadeguato. Per ovviare a tale problema, nel 1892 il Sindaco prese contatto con la Regia Marina, allora proprietaria delle principali strade cittadine, per collocare "binari di guida o rotaie in ferro" per un servizio di vetture a trazione meccanica ed animale.
Negli animi dei cittadini l'idea delle tramvie a vapore sbuffanti per le strade destò qualche preoccupazione; erano gli anni del carducciano Inno a Satana e furono prese opportune precauzioni inserite nella convenzione:
Ma il progetto della tramvia a vapore non ebbe seguito ed il 19 dicembre 1898 venne stipulato un compromesso per la concessione dell'esercizio di tranvie elettriche con la Società tedesca Helios che si impegnava a costruirla entro tre mesi.
La rete avrebbe dovuto coprire il centro cittadino prolungandosi al "Regio Stabilimento di San Bartolomeo" ed alla "Stazione Passeggeri della Società strade ferrate della Rete Mediterranea".
Il deposito delle vetture era situato al Canaletto e nel giugno del 1901 la costruzione dell'impianto era praticamente ultimata, anche se a seguito di alcune divergenze tra Amministrazione Comunale e Società portarono solo nel 1902 all'inaugurazione delle linee: Migliarina a Mare - Viale Margherita e Migliarina a Mare - Stazione Passeggeri Rete Mediterranea.

### Il servizio di trasporto fino al 1948

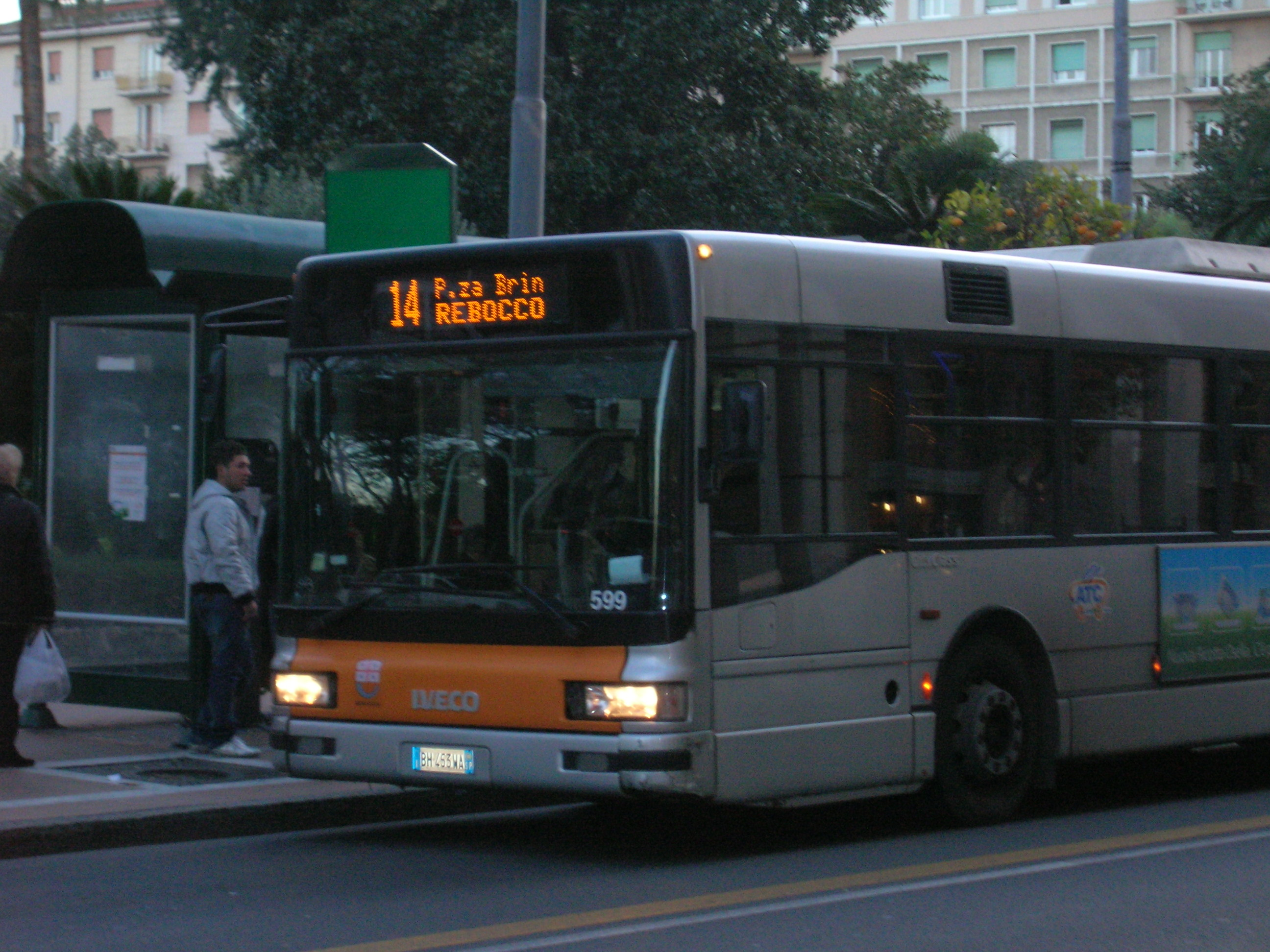
Particolare Autobus ATC in sosta

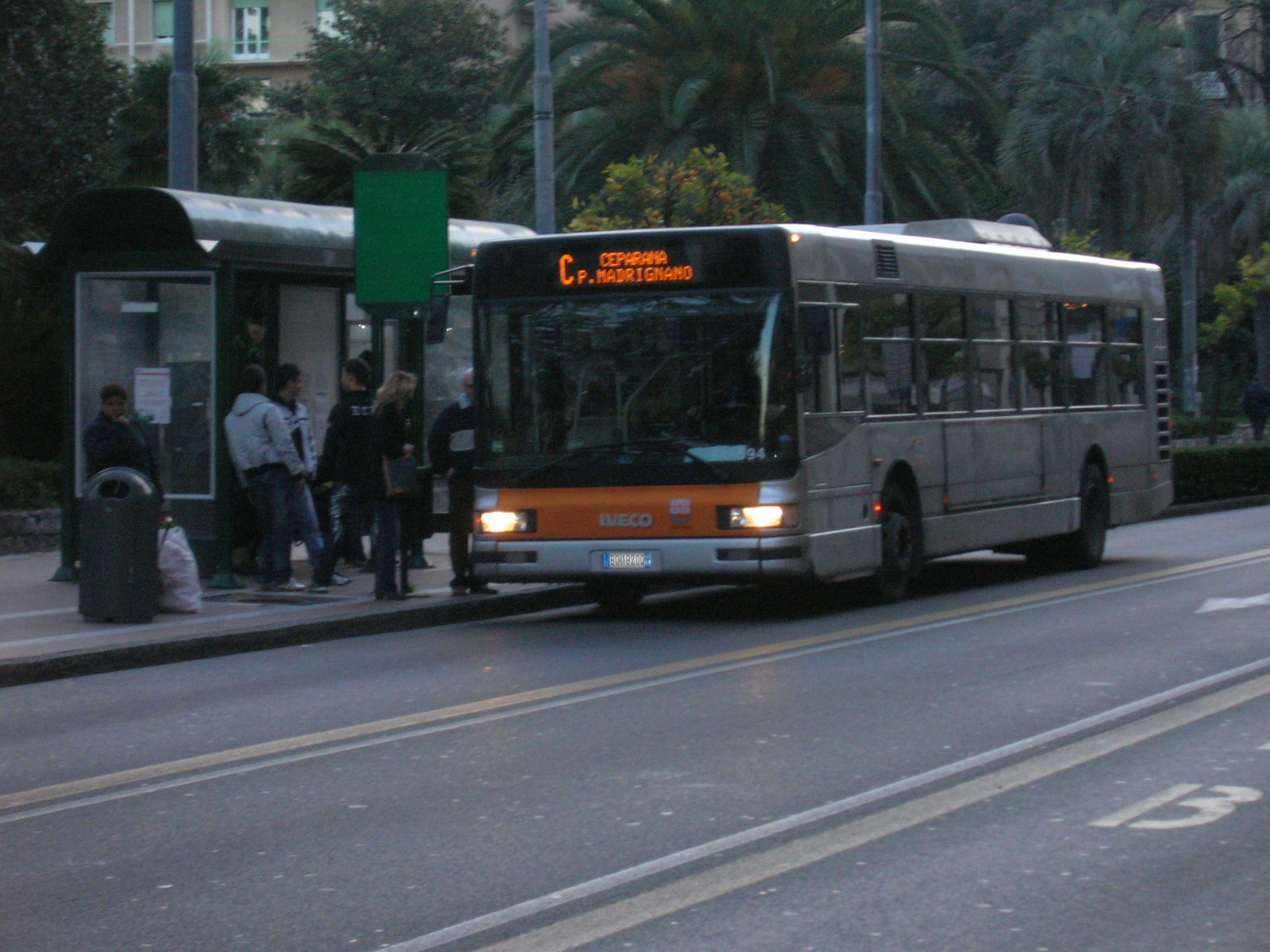
Autobus ATC in sosta in via Chiodo

Il collaudo avviene il 17 luglio 1902 e la mattina di martedì 22 luglio 1902 inizia il servizio. Nell'ottobre dello stesso anno il tram raggiunge San Bartolomeo; nell'agosto 1904 La Chiappa; nel 1905 entra in servizio il tronco Canaletto - Migliarina.
Da notare che le vetture utilizzate erano automobili elettriche con filo aereo senza rotaie in poche parole antenati degli odierni filobus. La scelta di adottare questo tipo di veicoli non fu molto felice, soprattutto in una città molto piovosa quale La Spezia: chi toccava le pareti metalliche in caso di pioggia prendeva la scossa a causa di un difetto nell'isolamento elettrico delle vetture. Fu proprio per questo che le linee filoviarie ebbero vita breve.
Si ebbe un lungo periodo di stasi, dopo il 1912 fu raggiunta la Vickers-Terni e nel 1927 si raccordò il Cimitero dei Boschetti con Fossamastra.
In quegli anni si avanzò anche la proposta di una funicolare Chiappa - Foce, che rimase solo una proposta.
Verso la fine del 1919 iniziarono i lavori della linea merci e passeggeri La Spezia - Lerici, linea che avrebbe dovuto proseguire per Sarzana. Il fallimento della Banca Italiana di Sconto mise in difficoltà la Società delle Tranvie e la costruzione fu sospesa, addirittura i tram furono fermati per alcuni mesi.
Nel 1929 il parco macchine della Società delle Tranvie Elettriche era costituito da:
- 46 motrici;
- 33 rimorchi;
- 2 autobus.

Venne la guerra, e i bombardamenti, la naturale usura, le difficoltà del dopoguerra depauperarono ancora i mezzi in servizio, il 1º ottobre 1948 la consistenza era la seguente:
- 41 motrici;
- 29 rimorchi.

### Nasce la FI.TR.A.M
Il 1º ottobre 1948 fu fondata la FI.TR.A.M. (Filovie Tranvie e Autolinee Municipali), azienda municipalizzata, l'antenata dell'attuale ATC. FI.TR.A.M assunse la gestione della rete filotranviaria urbana, delle autolinee a servizio di "colli" e della flotta di vaporetti in servizio nel golfo.
Durante gli anni successivi acquisì i servizi di altre società private operanti nei territori esterni al comune capoluogo:
- Brun e Caprini (area Val di Magra);
- SIAMIC (SARSA) per l'area Lunigiana;
- SITA (Portovenere e Val di Vara);
- LORENZINI (bacino dalla Spezia al confine Toscano).

Il 1º gennaio 1977 nacque l'ATC La Spezia per gestire i servizi suburbani e interurbani della provincia e i servizi urbani del capoluogo. La vecchia FI.TR.A.M. cessò dunque la propria attività iniziata nel 1948 e venne posta in liquidazione.
È nel dicembre 2000 che l'A.T.C. viene trasformata in Società per Azioni e viene investita della concessione del trasporto pubblico spezzino a livello provinciale.
Inoltre ATC si occupa della gestione delle aree di sosta a pagamento mediante la controllata Park. Tour S.r.l..

### La nuova legge regionale sul TPL
Nel 2013 la regione Liguria approva la Legge regionale 7 novembre 2013, n. 33 "Riforma del sistema di trasporto pubblico regionale e locale" e parte il processo di adesione all'agenzia regionale del trasporto. Nello stesso periodo vengono rinnovati i consigli d'amministrazione della società.

## Il bioetanolo nel trasporto pubblico
ATC La Spezia è stata la prima a sperimentare in Italia l'utilizzo del bioetanolo nel trasporto pubblico quale combustibile alternativo, per il migliore trasporto urbano, grazie ad un finanziamento dell'Unione europea per 4 anni (circa €300.000) nell'ambito del progetto BEST: BioEthanol for Sustainable Transport . Il progetto si poneva come obiettivo di dimostrare la fattibilità della sostituzione di benzina e Diesel con il bioetanolo; era supportato dalla Commissione Europea e coinvolgeva sei Paesi, ovvero Italia, Svezia, Paesi Bassi, Regno Unito, Irlanda e Spagna con la partecipazione di Brasile e Cina. Gli autobus acquistati nell'ambito del Progetto Best erano tre Scania Omnilink, in livrea grigia e verde cui vennero assegnati i numeri aziendali 2001, 2002 e 2003, e il regolare servizio venne avviato con corse extraurbane facenti capo alla città di Sarzana dal 22 dicembre 2006: infatti la pompa per l'approvvigionamento del carburante, una cisterna di 25 000 litri, era collocata nel locale deposito. Il bioetanolo arrivava a Sarzana direttamente dalla Svezia, dove la produzione di bioetanolo avviene rispettando l'ambiente. La cifra per l'acquisto dei tre autobus, pari a €195.000 cadauno, era paragonabile a quella necessaria per l'acquisto di un autobus a gasolio mentre i costi di esercizio erano leggermente superiori: il consumo di bioetanolo e il suo costo erano infatti leggermente superiori rispetto al gasolio, in particolare nell'ordine del 30% circa per il consumo. Tuttavia, i risultati della sperimentazioni possono essere definiti ugualmente positivi, poiché si aveva un abbattimento del 70% delle emissioni in atmosfera. In ogni caso, al termine del periodo di sperimentazione, i mezzi furono convertiti per l'alimentazione a gasolio, con contestuale sostituzione del colore verde con l'arancio, e al 2025 risultano ancora in regolare servizio.

## Servizio automobilistico
ATC gestisce il servizio urbano sul territorio del Comune della Spezia e il servizio interurbano su tutta la Provincia della Spezia, collegando anche i Comuni limitrofi di Carrara e Aulla; in passato, si spingeva fino alla Provincia di Reggio Emilia, con la linea invernale per Cerreto Laghi